# Герб Ужгорода
Герб Ужгорода (укр. Герб Ужгорода) — официальный герб города Ужгород Закарпатской области Украины, утверждённый решением Ужгородского городского совета от 14 июня 1990 года.

## Описание
В лазоревом поле три золотые виноградные лозы с листьями и плодами.

## История герба
Цветное изображение герба Ужгорода известно ещё с 1701 года. 12 декабря 1905 года Министерство внутренних дел Венгрии в своем письме переслало в Ужгород официальное описание герба: «Щит в стиле барокко, синего цвета, на котором из зелёной земли растет куст винограда с тремя виноградными лозами, из которых крайние посередине щита пересекают друг друга, а с каждой из трех лоз свисает по одному зелёному листу». На здании городской больницы в 1913 году был изображен герб, где лозы и листьев винограда были вылиты из золота. Именно такая цветовая гамма считается «настоящей», то есть такая, которая отвечает первоначальному виду герба.

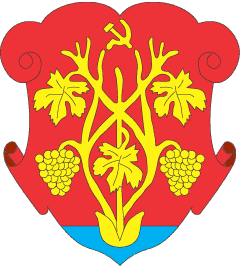
Советский герб Ужгорода

24 января 1984 был утвержден советский герб Ужгорода. Поле щита стало красным, были добавлены серп и молот. Куст винограда с лозами, листьями и плодами было сохранено. Исторический герб Ужгорода: «в синем поле три золотые виноградные лозы с листьями и плодами» был восстановлен в качестве официального герба Ужгорода 14 июня 1990 Ужгородским городским советом.